# Мілена Хюбшманнова
Мілена Гюбшманова (чеськ. Milena Hübschmannová, 10 липня 1933, Прага — 8 вересня, 2005, ПАР) — чеська мовознавиця, фахівчиня з індійської філології, засновниця ромських досліджень у Чехії і Словаччині, захисниця прав циган та прихильниця кодифікації циганської мови на основі європейських діалектів.

## Життєпис
Вивчала мови гінді, урду та бенгалі в Карловому університеті у Празі. Працювала в літературній редакції Чехословацького радіо, у відділенні орієнталістики та в відділенні філософії та соціології Академії наук Чехословаччини.
Не маючи можливості поїхати до Індії для практики вивчених нею мов, зацікавилася життям циган, мова яких також відноситься до індоарійських. Зацікавилася циганською мовою і культурою, почала захищати права циган, яких офіційно переслідували в Чехії і Словаччині аж до падіння комуністичного режиму (а неофіційно негативне ставлення зберігається дотепер). 
У 1968 році заснувала Циганське товариство ЧРСР (чеськ. Svaz Cikánů-Romů) і журнал циганською мовою Romano Džaniben, головним редактором якого стала. І журнал, і товариство закрилися в 1973 році. Півроку прожила в циганському таборі у Словаччині. 
1976 року за її ініціативою у Державній мовній школі у Празі почалося викладання циганської мови. 
У 1991 році добилася відкриття відділення вивчення циган (ромістики) на філософському факультеті Карлового університету.
Загинула в автокатастрофі у ПАР.
На честь Мілени Гюбшманової названо премію з ромської літератури, яка діє на території Чехії і Словаччини.